# جيمس ماكورد
جيمس ماكورد (مواليد 1919 في بريدالبان، أونتاريو؛ توفي في 19 فبراير 1990) كان رئيس مدرسة برنستون اللاهوتية. كما حصل على جائزة تمبلتون لعام 1986. في عام 1962، كرئيس لمدرسة برنستون اللاهوتية، استضاف ماكورد احتفالات برينستون اللاهوتية التي تبلغ 150 عامًا.